# 鈴木唯一
鈴木 唯一（すずき ゆいち / ただいち、1845年2月21日（弘化2年1月15日） - 1909年（明治42年）2月11日）は明治時代の日本の英学者。諱は暢、重則。名は本来惟一と書いたが、誤って広まった唯一を本人も用いるようになったという。

## 来歴
弘化2年1月15日（1845年2月21日）、江戸元飯田町掘留に生まれる。幼名を亀吉といい、のちに良三、惟一と改めた。11歳で小間使いとなって旗本山口氏に仕え、16歳で元服し近習中小姓となった。この年、父に従って主人の知行地がある大和国に向かい、さらに翌年、主人に従い箱館に赴いている。文久年間（1861-64年）には幕府の洋学研究教育機関・開成所の教官を務めていた英学者・箕作貞一郎（麟祥）に入門。開成所にも学び、英学世話心得を経て慶応2年（1866年）12月に英学教授方出役に進んだ。また慶応元年（1865年）以降、開成所の英字新聞翻訳事業にたずさわり、ジャパン・タイムズならびにジャパン・ヘラルドの訳出に従事。慶応4年（明治元年・1868年）には、化学教官辻理之助（新次）が主宰する『遠近新聞』発行に加わり、本名および弥堅外史の名で記事を執筆したほか、訳述書『英政如何』を刊行した。なお、学力に秀でていた鈴木は、21歳の時に主人のはからいで与力広浜広之進の養子となったが、養家と意が合わず翌年に離縁となっている。
明治改元後の11月、新政府の徴士となって議事取調を命じられ、ほどなく刑法官判事試補を兼ねた。明治2年（1869年）5月、開成学校二等教授となり、さらに7月の官制改革で新政府のもとに大学校（同年12月に大学と改称）が置かれると大学少博士に就任。翌年8月に大学中博士に進み、大学が廃され文部省が新設された明治4年（1871年）7月には文部中教授に更任されている。この間、明治4年1月に大学中博士入江文郎、大学大助教小林儀秀（小太郎）とともに学術研究のため1年ほどの予定で欧州派遣を命じられ、英国に渡って主に論理学を研究。翌明治5年6月（1872年7月）の帰国命令を受けて入江、小林より先に日本に戻った。帰国後の同年8月、文部省編輯寮勤務となり、編輯寮が廃された9月には同寮の責任者であった箕作麟祥らとともに正院翻訳局に転じている。正院の六等出仕となった鈴木は翌年3月に五等出仕に進み、翻訳局廃止後の明治8年（1875年）10月に退官したのち、明治14年（1881年）11月に文部省雇、翌年6月に同省准奏任御用掛となって再び在官。明治18年（1885年）12月に非職となるまで普通学務局（明治18年2月以降は学務二局）に勤務し、教科書調査や中等教員検定試験に従事した。
退官後は著訳を職業とした。明治10年（1877年）には文部権大書記官となっていた辻新次らと汎愛社を設立。社長に就任し、同年6月から明治15年（1882年）10月まで雑誌『教育新誌』を発行している。そのほか、明治13年（1880年）に牛込区会議員に当選し、さらに同年12月から翌年11月まで同区選出の東京府会議員を務めた。また、明治24年（1891年）6月に京橋区学務委員に選出。晩年は東京市教育会のために尽力した。明治42年（1909年）2月11日、千葉県夷隅郡大原町塩田の別邸で死去し、青山墓地に葬られた。享年65。継嗣・儀蔵は陸軍軍人、長女・りやうは陸軍少将八田郁太郎夫人。

## 著作
- 「刑法ヲ待タズ私ニ人命ヲ絶ツヲ禁止スルノ議」（『議案録 第二』 明治2年4月）
  - 吉野作造編輯代表 『明治文化全集 第四巻 憲政篇』 日本評論社、1928年7月 ／ 明治文化研究会編 『明治文化全集 第一巻 憲政篇』 日本評論新社、1955年7月 ／ 明治文化研究会編 『明治文化全集 第四巻 憲政篇』 日本評論社、1992年7月、ISBN 4535042446
- 「銭ノ位ヲ定メ之ヲ其面ニ記スベキノ議」（『議案録 第三』 明治2年4月）
  - 前掲 『明治文化全集 第四巻 憲政篇』 ほか
- 「利息ノ定限ヲ可廃止ノ議」（『公議所日誌 第十九』 明治2年6月）
  - 前掲 『明治文化全集 第四巻 憲政篇』 ほか
  - 橋本博編 『維新日誌 第二期第三巻』 静岡郷土研究会、1934年6月
  - 朝倉治彦編 『幕末明治日誌集成 第三巻』 東京堂出版、1986年11月
- 「学校宜シク隣ヲ択フヘキノ論」「習慣ヲ慎ムヘキノ論」（上野道之助編次 『評点 小文軌範 巻之一』 宝文閣、1878年10月）
- 「読書学問論」（土居光華編選 『偶評 今体名家文鈔拾遺 巻之二』 有村壮一、1878年10月）
- "Tegami no Kakikata". Rōmaji Zasshi, 1 satsu 2 gō, 1885.
- "Ronrigaku no Ōyō". Rōmaji Zasshi, 1 satsu 4 gō, 1885.
- "Yōroppa Shokoku no Kotoba wo Kane-Manabu no Setsu". Rōmaji Zasshi, 1 satsu 7 gō, 1885.
- 「鈴木唯一氏の談 三十六年七月十一日」（大槻文彦著 『箕作麟祥君伝』 丸善、1907年、30-31頁、75-77頁、172-173頁）

翻訳
- 『華盛頓軍記』 弥堅鈴木先生繙、宝集堂、初編 ／ 二編 ／ 三編
- 『英政如何』 九潜館、慶応4年（1868年、全5冊）
Albany Fonblanque. How We are Governed. の翻訳。
  - 吉野作造編輯代表 『明治文化全集 第七巻 政治篇』 日本評論社、1929年11月 ／ 明治文化研究会編 『明治文化全集 第三巻 政治篇』 日本評論新社、1955年5月 ／ 明治文化研究会編 『明治文化全集 第八巻 政治篇』 日本評論社、1992年7月、ISBN 4535042489
- 『英国刑典』 後藤謙吉共訳、采英書屋、明治2年7月（1869年）
- 『英国律法要訣』 翻訳局訳述、印書局、1874年12月
John C. Devereux. Cabinet Lawyer. の翻訳（第一編・第二編のみ）。第二編を担当。
  - 『英国律法要訣』 司法省、1880年11月 ／ 1881年2月

全六編。第一編から第三編（正）、第四編を担当。
  - ゼー・ドブリウ撰、中村正直ほか飜訳 『英国律法要訣 左院編輯局正院飜訳局版』 信山社出版〈日本立法資料全集〉、2005年8月、ISBN 9784797249231
  - 中村正直ほか合訳、鈴木唯一訳 『英国律法要訣 第一篇第二篇』 信山社出版〈日本立法資料全集〉、2005年8月、ISBN 9784797249248
  - 堀越愛国、鈴木唯一合訳、高橋達郎訳 『英国律法要訣 第三篇』 信山社出版〈日本立法資料全集〉、2005年8月、ISBN 9784797249255
  - 鈴木唯一、高橋達郎訳 『英国律法要訣 第四篇第五篇』 信山社出版〈日本立法資料全集〉、2005年9月、ISBN 9784797249279
- 「当世ノ急務」（『万国叢話』第1号、1875年6月）
  - 吉野作造編輯代表 『明治文化全集 第十八巻 雑誌篇』 日本評論社、1928年12月 ／ 明治文化研究会編 『明治文化全集 第五巻 雑誌篇』 日本評論新社、1955年12月 ／ 明治文化研究会編 『明治文化全集 第十九巻 雑誌篇』 日本評論社、1992年10月、ISBN 4535042594
- 『律例精義』 瑞穂屋卯三郎、1875年7月第一巻
モンテスキュー 『法の精神』 の翻訳（第一巻のみ）。
- 「政体取捨有限論」（『万国叢話』第2号、1875年10月）
  - 前掲 『明治文化全集 第十八巻 雑誌篇』 ほか
- 「西洋古今学変ノ概畧 一」（『万国叢話』第3号）
  - 前掲 『明治文化全集 第十八巻 雑誌篇』 ほか
- 『律例精義大意』 清水卯三郎、1875年12月
ダランベール Analyse de l'Esprit des lois. の翻訳。
- An Outline History of Japanese Education. by the Japanese Department of Education. D. Appleton and Company, 1876.
『日本教育史略』 文部省、1877年8月 の英語版。乙骨太郎乙とともにChapter VおよびVIを英訳。
- 「戦争学問相関論」（東京大学法理文三学部編纂 『学芸志林』第2巻第7冊、1878年2月）
- 「動物ノ天性並智慧ノ説」（『学芸志林』第2巻第8冊、1878年3月 ／ 第2巻第9冊、1878年4月）
- 「死生統計」（『学芸志林』第2巻第9冊、1878年4月）
- 「空気衣服ノ関係」（『学芸志林』第3巻第14冊、1878年9月 ／ 第3巻第15冊、1878年10月 ／ 第3巻第16冊、1878年11月）
- 『思想之法』 文部省、1879年10月
William Thomson. An Outline of the Necessary Laws of Thought. の翻訳。

編集
- 猪野中行ほか編 『明治字典』 大成館、1887年9月巻之九-巻之十二 ／ 1887年11月巻之十三・巻之十四

## 関連文献
- 吉野作造 「『英政如何』」（『国家学会雑誌』第38巻第8号、1924年8月）
  - 吉野作造著 『吉野作造選集 11 開国と明治文化』 岩波書店、1995年11月、ISBN 4000919415
- 吉野作造 「『律例精義』と『律例精義大意』及び其の訳者」（『帝国大学新聞』第134号、1925年10月12日）
  - 前掲 『吉野作造選集 11 開国と明治文化』
- 吉野作造 「明治文化全集編輯の苦心 : 鈴木唯一後嗣の探訪」（『文藝春秋』第9巻第10号、文藝春秋社、1931年10月）
- 馬場慎 「鈴木唯一と律例精義」（『法政論叢』第23巻、日本法政学会、1987年5月、NAID 110002803127）